# Solveig Quito
Solveig Quito (tidligere Quito-Zabell) (født 8. september 1973 i Manilla, Filippinerne) er en dansk skuespiller, model og deltager af Robinson Ekspeditionen 2005, hvor hun kom på en 3. plads.

## Tidlige liv
Solveig havde en fattig opvækst i Manilla, og hun flyttede derfor i en alder af 3 år til Aalborg, med sin Filippinske mor og danske far. I Danmark blev Solveig mobbet i skolen på grund af sit udseende, og da hun var otte begik hendes far selvmord. Som 14 årig blev Solveig opdaget som  model og blev brugt meget til modeshows og som undertøjsmodel. I 17-18 års alderen var hun udsat for partnervold af hendes daværende kæreste.

## Rødkilde Højskole og Robinson Ekspeditionen 2005
Solveig kom på skuespillerlinjen på Rødkilde Højskole på Møn i 2003, hvor hun for alvor styrkede sin selvtillid.
I 2005 deltog hun i Robinson Ekspeditionen, hvor hun med sin list fik kæmpet sig op til finalen og opnåede en 3. plads. Det resulterede dog i at hun blev uvenner med en del stykker på ekspeditionen, blandt andet den sidste "Københavner-deltager" på holdet – Ivan Larsen, der følte han var blevet dolket i ryggen. Da det efter alt kun var et spil, det drejede sig om, blev de to venner igen efter kort tid. Og de andre Robinson deltagere undskyldte efterfølgende for der opførsel. 
I august 2007 blev Solveig udvalgt som "Ugens hotte Flashbabe" i Ekstra Bladet.